# Reliance Infrastructure
Reliance Infrastructure Ltd. (früher bekannt als Reliance Energy und vor diesem als Bombay Suburban Electric Supply, BSES) ist ein indisches Energieversorgungsunternehmen mit Firmensitz in Mumbai. Das Unternehmen gehört zu Reliance - Anil Dhirubhai Ambani Group und steht unter der Leitung von Shri Anil D. Ambani.

## Geschichte
Gegründet wurde das Unternehmen von Sh. Dhirubhai H Ambani. Reliance Energy entstand aus der Übernahme des Energieversorgers Bombay Suburban Electric Supply (BSES), das bereits im Jahre 1929 gegründet wurde.
Reliance Energy war 2007 der einzige Anbieter von Elektrizität an Kunden in den Vororten von Mumbai und Delhi. Es wurde eine Fläche von 124.300 Quadratkilometern und ca. 25 Millionen Kunden versorgt. Es wurden 28.000 Megawatt Strom verkauft. Es wurden 941 Megawatt Strom in Kraftwerken in Maharashtra, Goa und Andhra Pradesh, Kerala und Karnataka erzeugt. 
Es wurden mehrere Gas-, Kohle-, Wind- und Wasserkraft-Stromkraftwerke in Maharashtra, Uttar Pradesh, Arunachal Pradesh und Uttaranchal mit einer Gesamtkapazität von über 13510 Megawatt entwickelt. Der Jahresumsatz 2013/14 betrug rund 1,4 Mrd. Euro. Im Jahr 2014 beschäftigte das Unternehmen über 8.000 Mitarbeiter. Im 2019 erhielt Reliance Infrastructure die Zusage zum Bau einer Brücke zwischen Versova und Bandra in der Bucht von Mumbai. Die Brücke bauen sie zusammen mit der Italienischen Astaldi.